# Ким Сонджип
Ким Сонджип (кор. 김성집?, 金晟集?, 13 января 1919, Сеул, Южная Корея — 20 февраля 2016, там же) — южнокорейский тяжелоатлет, бронзовый призёр летних Олимпийских игр в Лондоне (1948) и Хельсинки (1952), а также чемпионата мира в Филадельфии (1947), чемпион Азиатских игр.

## Биография
После окончания Второй мировой войны (1945) ему и еще нескольким тяжелоатлетам был представлен для тренировок небольшой тренажерный зал волонтерской организации YMCA в Тайчжуне, к северо-востоку от Сеула. 
В 1947 году стал бронзовым призёром чемпионата мира в Филадельфии (1947). 
В 1948 году завоевал бронзовую медаль Олимпийских игр в Лондоне, был первым корейским спортсменом завоевавшим олимпийскую медаль с момента обретения страной независимости от Японии. В 1952 году стал бронзовым призёром Олимпийских игр в Хельсинки. 
В 1954 году завоевал золотую медаль Азиатских игр в Маниле. В 1956 году принял участие в Олимпийских играх в Мельбурне, но там занял лишь 5-е место.
После завершения спортивной карьеры долгие годы был советником Национального олимпийского комитета Республики Корея и куратором сборной Южной Кореи по тяжелой атлетике.